# Épine iliaque postérieure et supérieure
L'épine iliaque postérieure et supérieure est une saillie osseuse située sur le bord postérieur de l'os coxal au niveau du bord postérieur de l'aile de l'ilium.

## Description
L'épine iliaque postérieure et supérieure est située à la jonction de la crête iliaque et du bord postérieur de l'aile de l'ilium.
Sa face latérale donne insertion au muscle grand glutéal.
Sa face médiale donne insertion à la portion caudale du muscle multifide et au ligament sacro-iliaque postérieur.

## Aspect clinique
L'épine iliaque postérieure et supérieure est palpable sous la peau.